# Gesellschaftstransformation
Gesellschaftstransformation (auch „Transformation Studies“) ist die Bezeichnung für interdisziplinäre Forschungs- und Studienangebote, die sich mit unterschiedlichen Schwerpunkten mit Veränderungsprozessen befassen. 
Die Leibniz-Universität Hannover kombiniert etwa klassische Disziplinen wie Anglistik/Amerikanistik, Geschichte, Soziologie/Kulturanthropologie und Religionswissenschaft mit den regionalen Schwerpunkten Afrika und Lateinamerika/Karibik. Ein Forschungs- und Buchprojekt des Brandenburg-Berliner Instituts für Sozialwissenschaftliche Studien e.V. aus dem Jahr 2009 beschäftigte sich mit Gesellschaftstransformation als dominierendem Typ sozialen Wandels im 21. Jahrhundert und diente einer Neuorientierung der Theorie sozialen Wandels.
Einen anderen Schwerpunkt findet man am Marburger Bildungs- und Studienzentrum. Unter der Bezeichnung „Gesellschaftstransformation“ werden Veränderungsprozesse dort unter theologischen, soziologischen und missionswissenschaftlichen Gesichtspunkten betrachtet. Ausgehend vom biblischen Heilsverständnis beschäftigt sich die Gesellschaftstransformation hier neben der spirituellen auch mit der physisch-materiellen, der psychischen und sozialen Dimension des menschlichen Zusammenlebens.
Das 42. Weltwirtschaftsforum (WEF) tagte vom 25. bis 29. Januar 2012 in Davos unter dem Motto: „Die große Transformation: Neue Modelle gestalten“. 